# Miss USA 2006
Miss USA 2006 là cuộc thi Miss USA lần thứ 55 được tổ chức tại thành phố Baltimore, Maryland vào ngày 21 tháng 4 năm 2006. Cuộc thi có sự tham dự của 51 hoa hậu đại diện cho các tiểu bang của nước Mỹ với vương miện thuộc về người đẹp Tara Conner của Kentucky.

## Kết quả chính

### Những danh hiệu cao nhất

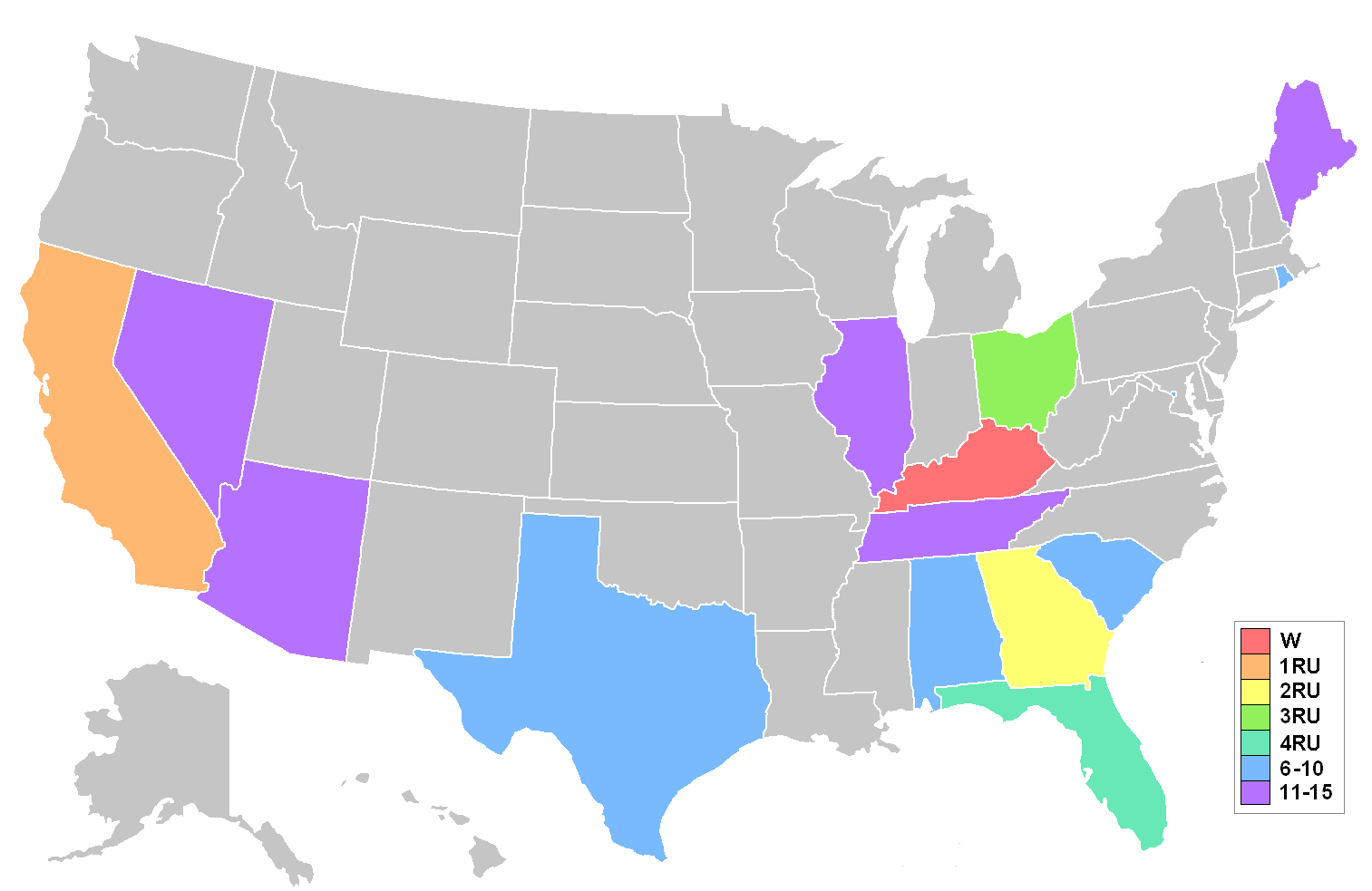
Kết quả cuộc thi Miss USA 2006

- Miss USA 2006: Tara Conner - Kentucky
- Á hậu 1: Tamiko Nash - California
- Á hậu 2: Lisa Wilson - Georgia
- Á hậu 3: Stacy Offenberger - Ohio
- Á hậu 4: Cristin Duren - Florida

### Top 10
- Haleigh Stidham - Alabama
- Candace Allen - Washington, D.C.
- Leeann Tingley - Rhode Island
- Lacie Lybrand - Nam Carolina
- Lauren Lanning - Texas

### Top 15
- Brenna Sakas - Arizona
- Catherine Warren - Illinois
- Katee Stearns - Maine
- Lauren Scyphers - Nevada
- Lauren Grissom - Tennessee

### Giải thưởng phụ
- Hoa hậu Thân thiện: Dottie Cannon - Minnesota
- Hoa hậu Ăn ảnh: Cristin Duren - Florida

## Thông tin thêm
- Tara Conner đại diện cho nước Mỹ tham dự cuộc thi Hoa hậu Hoàn vũ 2006 và đoạt ngôi á hậu 4. Sau đó, cô dính phải những scandal tai tiếng và suýt bị tước vương miện, nhưng cuối cùng được giữ lại vương miện với cam kết sẽ sửa chữa lỗi lầm.